# Борисово (Залісовський округ)
Бори́сово (рос. Борисово) — село у складі Залісовського округу Алтайського краю, Росія.

## Населення
Населення — 749 осіб (2010; 897 у 2002).
Національний склад (станом на 2002 рік):
- мордовці — 37 %
- росіяни — 35 %